# مونزا (زيز)
مونزا (الاسم العلمي: Munza)، جنس حشرات من نصفيات الأجنحة وفصيلة الزيز أعطانها الإقليم المداري الإفريقي